# Стилияна Николова
Стилияна Николова е българска състезателка по художествена гимнастика. Състезава се индивидуално.
Родена е през 2005 година в Кайро в българско семейство - баща ѝ е бившият футболист Илия Дяков, а майка ѝ е бившата гимнастичка Паулина Кръстева. Има сестра Паола и брат Денис. От дете живее в Египет, където майка ѝ и по-голямата ѝ сестра са треньорки по художествена гимнастика. През 2018 година се мести сама в България, за да стане част от националния отбор на страната.
На Европейското първенство по художествена гимнастика през 2025 в Талин (Естония) спечели злато на обръч, топка и бухалки, както и сребро в многобоя.

## Успехи

### Световни първенства
- Валенсия 2023 – Отборно
- София 2023 – Обръч
- София 2023 – Бухалки
- София 2023 – Лента
- София 2022 – Индивидуално
- Валенсия 2023 – Топка

### Европейски първенства
- Талин 2025 – Обръч
- Талин 2025 – Топка
- Талин 2025 – Бухалки
- Будапеща 2024 – Отборно
- Будапеща 2024 – Индивидуално
- Баку 2023 – Отборно
- Тел Авив 2022 – Отборно
- Баку 2023 – Топка
- Будапеща 2024 – Обръч
- Талин 2025 - индивидуално
- Тел Авив 2022 – Индивидуално
- Баку 2023 – Индивидуално
- Баку 2023 – Лента